# ホーホケキョ となりの山田くん
『ホーホケキョ となりの山田くん』（ホーホケキョ となりのやまだくん、英語: My Neighbors The Yamadas）は、1999年7月17日に公開されたスタジオジブリ制作の日本のアニメーション映画。監督は高畑勲。スタジオジブリではこの作品からセル画を用いないデジタルで制作されることになる。また、20世紀最後のスタジオジブリ作品である。キャッチコピーは「家内安全は、世界の願い。」（糸井重里）。

## 概要
東宝による配給が続いたスタジオジブリ製作作品において唯一、松竹によって配給され、ジブリの事業提携先であるウォルト・ディズニー・ジャパン（後にジブリ社長となる星野康二が代表者）が製作委員会に正式参加し、『もののけ姫』を上回る出資を行った作品である。本作が松竹配給となった理由について、プロデューサーの鈴木敏夫は、ジブリの親会社である徳間書店社長だった徳間康快が東宝側と「ケンカ」してしまったため、松竹でやらざるを得なくなったと記している。
作品内容は原作の4コマエピソードを繋ぎ合わせたオリジナルストーリーである。「家族」を描いたテーマの作品を模索していた高畑監督の目に留まり、長編作品として企画が動き始めた。まつ子たかし夫婦を軸に家族の物語が展開していき、のの子は前半の進行役として話が進めていく。前々作の『おもひでぽろぽろ』のように劇中さまざまな歌が挿入され、矢野顕子が主題歌を担当した。また、翌年逝去したミヤコ蝶々の最後の映画出演作となった。現実にある作品や商標類（ダイドー、マイルドセブン、クロネコヤマト、月光仮面、ホンダ・ジョルノなど）が劇中にいくつか登場する。
元々は『となりの山田くん』の題で公開に向け準備が進められていたが、高畑の監督作にはタイトルに「ほ」の字が入っているほうが縁起が良いという話になり（「の」の法則も参照）、途中から半ば強引に「ホーホケキョ」という単語を足した。いしいは、ジブリサイドからの改題要請に、朝日新聞『ののちゃん』の連載本編を通じてOKを出した（この時点で映画化については世間に公表されていなかった）。
高畑監督の意向で、この映画はデジタル彩色でありながら、水彩画のような手描き調の画面となっている。これを実現するために、実に通常の3倍もの作画（1コマにつき、実線、塗り、マスク処理用の線の合計3枚が必要となる）17万枚が動員され、製作途中の画風模索もあり制作費が膨れ上がったとされる。実はジブリ作品の中で一番枚数を使っているのは、同じ高畑監督の『かぐや姫の物語』が製作・公開されるまではこの作品であった。
音響面においては、映画用デジタル音響システムである、DTSデジタルサウンドを、ジブリ作品としては初めて採用した。ドルビーデジタルも併用し、その後の劇場版のジブリ作品においては、2つの音響フォーマットが常に採用されている。
PVでは、『となりのトトロ』のキャッチコピーを捩った「このへんな家族は まだ日本にいるのです。たぶん。」というフレーズが挿入されるというセルフパロディが行われている。
「ジブリがいっぱいCOLLECTION」シリーズで、初めてDVD版が発売された作品でもある。
後述の通り、日本での興行収入はふるわなかったが、日本テレビ会長だった氏家齊一郎は本作を非常に気に入り、大きな赤字を出しても高畑の監督作品をもう一度見たいとジブリの関係者に要請したことで、『かぐや姫の物語』が誕生することになった。また、日本国外では高い評価を受けており、海外のクリエイターに大きな影響を与えることにもなった。

## 興行成績と評価
およそ20億円の制作費用をかけ鳴り物入りで封切られたが、全体の売り上げを示す興行収入は15.6億円、映画館などの取り分を差し引いた配給収入は目標の60億円を大きく下回る7.9億円に留まった。これはジブリが初期に制作した『天空の城ラピュタ』（興行収入11.6億円、配給収入5.8億円）や『となりのトトロ/火垂るの墓』（興行収入11.7億円、配給収入5.9億円）こそ上回るものの、『魔女の宅急便』（興行収入36.5億円、配給収入21.5億円）以降の平成期のスタジオジブリ制作作品としては最も興行収入が低い作品となっている。また、配給元の松竹もシネマジャパネスク戦略の迷走や、度重なる興行収入の不振から2000年2月期決算において21億円の特別損失を計上した。鈴木敏夫は興行収入は「ふつうでいえばまあまあ」だが、「事前の期待値が高かったためによくない印象が残る」と記している。また、当時の松竹は弱体の上に営業担当が初心者で、西日本には封切り映画館がほとんどないといった「とんでもない状況で勝負」しなければならず、「やる前から負け」だったとも述べている。さほどの興収にならないことは、事前に判明していたという説もある。
ゴシップ誌『噂の眞相』での映画会社社員による覆面座談会形式の取材を基にするとした記事によれば、松竹は劇場の客数不入りを隠蔽するため、公開初日に社員約300人を丸の内ピカデリーに招集しサクラとして客席を埋めた。動員された社員には、前日に「劇場に顔見知りがいても、けっして挨拶しないように」との通達が出された。松竹は、スポーツ紙や週刊誌の記者に歌舞伎のチケット、スカーフなどを配布するなど、マスコミ対策を実施した。サンケイスポーツは「『となりの山田くん』も15億円の大ヒット、社内が明るくなってきたし、社員が活発になってきた」との大谷信義社長のコメントを掲載した。上記の通り、興行収入では15.6億円である（興行収入と配給収入の関係についてはそれぞれの記事を参照のこと）。
この興行不振について、「となりの山田くんより、うちの山田君（山田洋次監督）を使えば良かったのに」と週刊誌に揶揄されたほどだった（ただし、公開された1999年時点において山田洋次監督はアニメ作品の監督をしたことはなく、実写作品のみ手がけていた。それ以降でも2010年に一度舞台演出を行った以外は実写作品にのみ関わっており、実際にアニメ作品を監督したとしても結果は未知数である）。
ただし、ビデオ売上などによって『となりの山田くん』は最終的に黒字化を果たしており、鈴木敏夫は「『もののけ姫』のヒット後に二番煎じをやるとしんどいので、今度はある家族の小さな話だとなればやる気が出た」と語った。また、2002年にスタジオジブリが徳間書店から刊行した『ナウシカの「新聞広告」って見たことありますか?』の本作の章での宣伝担当者による対談文章においては、作品の出来とは別に興行成績が奮わなかった点について『もののけ姫』のヒットと絡めて言及している。
一方、海外では高い評価を受けており、スタジオジブリ作品としてはニューヨーク近代美術館（MoMA）の永久収蔵品として、唯一選定されている。また、アメリカの脚本家であるマイケル・アーントやフランスの映画監督であるアマンディーヌ・フルドンなどにも多大なる影響を与えており、アーントは「この作品が無ければ、アカデミー賞受賞作品である『リトル・ミス・サンシャイン』やピクサー作品の『トイ・ストーリー3』は誕生していなかった」と述べているほどである。

## テレビ放送
地上波のテレビ放送は、日本テレビの『金曜ロードショー』枠で2000年10月13日に放送された1回のみであり、初回放送から22年以上も放送されていない。他のジブリ作品と異なり、一度しか放送されていない理由が議論されることがあるが、興行的に失敗だったこと、初回放送で早くも視聴率が10パーセント未満だったこと、などが理由として考えられている。また、従来のジブリ作品と異なり、原作に沿ったキャラクターデザインであるため、それがジブリらしくないという評価もある。これらのことから、実質的に封印作品と同等の扱いになっている。
| 回数 | 放送日時        | 視聴率 | 備考                                            |
| ---- | --------------- | ------ | ----------------------------------------------- |
| 1    | 2000年 10月13日 | 9.9%   | 『金曜ロードショー』枠 地上波では唯一の放送事例 |
| 2    | 2013年 12月07日 | －     | 『WOWOWプライム』枠 BSにて20時から放送          |

## あらすじ
たかし・まつ子の結婚から、のぼる・のの子の誕生と成長、山田家とそれを取り巻く人々の日常茶飯事やよしなしごとが、折々に松尾芭蕉や与謝蕪村、種田山頭火の俳句を挟んで歳時記としつつ、暖かく緩やかに描かれる。

## 主なキャスト
- 山田まつ子 - 朝丘雪路
- 山田たかし - 益岡徹
- 山野しげ - 荒木雅子
- 山田のぼる - 五十畑迅人
- 山田のの子 - 宇野なおみ
- 俳句朗読 - 柳家小三治
- キクチババ - ミヤコ蝶々
- しげの友人 - 中村玉緒
- 藤原ひとみ（のの子の担任） - 矢野顕子
- 受付嬢 - 富田靖子
- 配達人 - 斉藤暁
- 暴走族 - 古田新太
- テレビ番組の声 - 上岡龍太郎、笑福亭鶴瓶
- 野球解説 - 江川卓
- 野球実況 - 今井伊佐男（当時日本テレビアナウンサー）
- その他の声の出演 - 山西惇、津島瑞穂、寺下偵信、松田明、田中理恵、大西みのり、藤山喜子、川本美由紀、西田美代子、真野潤平、辻治樹、吉野秀明、古田島正一、稲葉洋介、伊藤雄城、進藤一宏、金澤匠、小松崎雄太

### 英語吹替え版
- 山田まつ子 - モリー・シャノン
- 山田たかし - ジェームズ・ベルーシ
- 山野しげ - トレス・マクニール
- 山田のぼる - ダリル・サバラ
- 山田のの子 - リリアナ・マミー
- 俳句朗読 - デヴィッド・オグデン・スティアーズ

## スタッフ
| 製作総指揮                                  | 製作総指揮                                  | 徳間康快 |
| 製作                                        | 製作                                        | 氏家斉一郎、東海林隆、マイケル・オー・ジョンソン |
| 原作 題字文字                               | 原作 題字文字                               | いしいひさいち （『となりのやまだ君』『ののちゃん』より）（徳間書店・朝日新聞社・チャンネルゼロ刊） |
| 絵コンテ 演出 場面設定                      | 絵コンテ 演出 場面設定                      | 田辺修、百瀬義行 |
| 音楽                                        | 音楽                                        | 矢野顕子 |
| アニメーション制作                          | アニメーション制作                          | スタジオジブリ 所長/宮崎駿 |
| 作画監督                                    | 作画監督                                    | 小西賢一 |
| 作画                                        | 作画                                        | 安藤雅司、賀川愛、大谷敦子、二木真希子、稲村武志、芳尾英明、山田憲一、吉田健一、松瀬勝、山森英司、倉田美鈴、松尾真理子、湯浅政明、清水洋、古屋勝悟、富田悦子、大平晋也、杉野左秩子、近藤勝也、橋本晋治、山口明子、森田宏幸、浜洲英喜、大塚伸治 |
| 内線作画                                    | 内線作画                                    | 斎藤昌哉 |
| 動画チェック                                | 動画チェック                                | 舘野仁美、鈴木まり子、小野田和由 |
| 動画                                        | 動画                                        | 手島晶子、中込利恵、山田珠美、矢澤真由、中村勝利、鈴木麻紀子、アレキサンドラ･ワエラウフ、鶴岡耕次郎、田村篤、米林宏昌、藤井香織、野口美律、伊藤望、大西綾、大橋実、佐志原瑞恵、柴田和子、ダビット･エンシナス、大村まゆみ、北島由美子、真野鈴子、東誠子、西戸スミエ、富沢恵子、土岐弥生、山浦由加里、コマサ、新留理恵、柴田絵理子、矢地久子、太田久美子、椎名律子、大谷久美子、岩柳恵美子、槇田喜代子、鳥羽明子、河内明子、谷平久美子、矢野守彦、中里舞、西山伸吾、杉山堅治、比嘉鈴香、菅原隆人、近藤梨恵、西河広美 |
| 作画協力                                    | 作画協力                                    | アニメトロトロ、スタジオコクピット、グループどんぐり、スタジオたくらんけ |
| 美術監督                                    | 美術監督                                    | 田中直哉、武重洋二 |
| 美術設定                                    | 美術設定                                    | 吉田昇 |
| 背景                                        | 背景                                        | 春日井直美、伊奈涼子、平林さやか、福留嘉一、長田昌子、佐々木洋明、石原智恵、矢野きくよ |
| 特殊効果                                    | 特殊効果                                    | 谷藤薫児、糸川敬子 |
| 彩画監督                                    | 彩画監督                                    | 保田道世 |
| 彩画補佐                                    | 彩画補佐                                    | 守屋加奈子 |
| デジタルペイント                            | デジタルペイント                            | 森奈緒美、井関真代、熱田尚美、織田富美子、野村雪絵、山田和子、石井裕章、杉野亮、大山章博、鵜飼由美子、岡田理恵 高橋プロダクション/T2Studio 高橋加奈子、那須亜紀子、高橋由美子、南城久美、垣田由紀子、石堂めぐみ、嶋津弘子、平有一朗 |
| CG制作                                      | CG制作                                      | 片塰満則、井上雅史、泉津井陽一、北川内紀幸、軽部優、佐藤美樹、山田裕城 |
| 撮影監督                                    | 撮影監督                                    | 奥井敦 |
| 撮影                                        | 撮影                                        | 藪田順二、高橋わたる |
| 録音演出                                    | 録音演出                                    | 若林和弘 |
| 整音                                        | 整音                                        | 井上秀司 |
| 効果                                        | 効果                                        | 伊藤道廣 |
| 効果助手                                    | 効果助手                                    | 石野貴久、中沢真理子、村上大輔 |
| 効果制作                                    | 効果制作                                    | サウンドリング |
| 効果音取材協力                              | 効果音取材協力                              | 中沢家、村上家、奥村和行、佐々木陽、豊島正利（オートショップトヨシマ） |
| キャスティング・プロデュース                | キャスティング・プロデュース                | PUG POINT 畠中基博、臼井龍至、豊田靖代、宮内紫 |
| 台詞収録                                    | 台詞収録                                    | MITスタジオ 唐澤千文、福原正博 三和レコーディングスタジオ 春日峰夫 アバコクリエイティブスタシオ 金井光晴 オムニバスジャパン 三分坂スタジオ 高橋昭雄、池田裕貴 |
| 録音                                        | 録音                                        | 東京テレビセンター 高木創、小池稔 |
| リレコーディング                            | リレコーディング                            | 福島弘治 |
| SR-D・リレコ                                | SR-D・リレコ                                | 西尾曻 |
| 録音制作                                    | 録音制作                                    | オムニバスプロモーション 糖塚忠幸 |
| 音楽制作                                    | 音楽制作                                    | ニューフレンズ 永田純 スタジオジブリ 稲城和実 |
| スーパーバイザー                            | スーパーバイザー                            | 大森昭男（ON Associates Music Publisher） |
| オーケストラ編曲                            | オーケストラ編曲                            | 斉藤ネコ |
| 音楽ミキサー                                | 音楽ミキサー                                | 大野映彦 |
| ニューヨーク・セッション                    | ニューヨーク・セッション                    | エンジニア：Dave O'Donnelle レコーディング・スタジオ：Avatar Studios & Bovaland |
| プラハ・セッション                          | プラハ・セッション                          | エンジニア：江崎友淑 レコーディング・スタジオ：芸術家の家/ドヴォルザークホール |
| 東京・セッション                            | 東京・セッション                            | エンジニア：内沼映二、増田敏弘 レコーディング・スタジオ：サウンドイン エンジニア：吉野金次 レコーディング・スタジオ：アバコクリエイティブスタジオ |
| CD制作                                      | CD制作                                      | 徳間ジャパンコミュニケーションズ 松本健太郎 |
| タイトル                                    | タイトル                                    | 真野薫、尾上麻沙子（マリンポスト） |
| 編集                                        | 編集                                        | 瀬山武司 |
| 編集助手                                    | 編集助手                                    | 水田経子、内田恵、斉藤かおる |
| AVID SYSTEM EDITOR                          | AVID SYSTEM EDITOR                          | 小島俊彦 |
| 制作担当                                    | 制作担当                                    | 高橋望 |
| 制作チーフ                                  | 制作チーフ                                  | 川端俊之 |
| 制作デスク                                  | 制作デスク                                  | 神村篤、望月雄一郎 |
| 制作進行                                    | 制作進行                                    | 斎藤純也、石井朋彦、小野田敏之、奥村正志、高橋敦史、宮地昌幸 |
| プロデューサー補                            | プロデューサー補                            | 門屋大輔 |
| 監督助手                                    | 監督助手                                    | 田中千義、居村健治、古城環 |
| 制作業務                                    | 制作業務                                    | 野中晋輔、長井孝、井筒理枝子 |
| 広報                                        | 広報                                        | 山本珠実、長澤美奈子 |
| キャラクター商品開発                        | キャラクター商品開発                        | 今井知己、浅野宏一 |
| 出版担当                                    | 出版担当                                    | 田居因、安田美香、渋谷美音、高畑菜穂、佐々木千賀子 |
| 配給担当                                    | 配給担当                                    | 荒井章吉 |
| 協力                                        | 協力                                        | 川内康範、任天堂、畠山京子、矢吹淳次、石川忍、読売テレビ、IMAGICAデジックス、ネオアルチザン、ネメシス、安藤美樹、志留波阿連 |
| 特別協力                                    | 特別協力                                    | 読売新聞社 |
| 宣伝プロデューサー                          | 宣伝プロデューサー                          | 村居俊彦 松竹 岩崎善浩、飯田桂介 メイジャー 脇坂守一、岡村尚人、土屋勝、小柳道代、笹田文代、机ちひろ、福田のぞみ、原美恵子、細川裕以、折原裕之 特別顧問：徳山雅也 |
| 予告篇制作                                  | 予告篇制作                                  | ガル・エンタープライズ 板垣恵一 |
| 海外プロモート担当                          | 海外プロモート担当                          | スティーブン･アルパート、森吉治予、武田美樹子 |
| 「ホーホケキョ となりの山田くん」製作委員会 | 「ホーホケキョ となりの山田くん」製作委員会 | 徳間書店 秋元一、三ツ木早苗、伊藤純子 スタジオジブリ 石迫太成、一村晃夫、村田政孝、洞口朋紀、駒形正吾、藤津英子 日本テレビ放送網 萩原敏雄、福島真平、戸谷仁、伊藤和明、紙谷知子 博報堂 小野清司、大塚康高、小池隆、森江宏、安永義郎、山本和宏 ブエナ・ビスタ・ホーム・エンターテイメント |
| 製作担当                                    | 製作担当                                    | 奥田誠治、藤巻直哉、星野康二 |
| 現象                                        | 現象                                        | IMAGICA タイミング：平林弘明 オプチカル：中村眞 デジタルフィルムI/O：辻英男 フィルム・コーディネート：西尾洋志朗 ラボ・マネージャー：川又武久 |
| ドルビー                                    | ドルビー                                    | 技術協力：森幹生 コンチネンタルファーイースト株式会社 |
| 配給                                        | 配給                                        | 松竹 |
| プロデューサー                              | プロデューサー                              | 鈴木敏夫 |
| 脚本 監督                                   | 脚本 監督                                   | 高畑勲 |

## 使用曲
主題歌
「ひとりぼっちはやめた」
作詞・作曲・歌 - 矢野顕子 / プロデュース・編曲 - Jeff Bova & 矢野顕子
矢野の25thシングル。同1999年発売のアルバム『Go Girl』収録。
挿入歌
「電話線」
作詞・作曲・編曲・歌 - 矢野顕子
「月光仮面は誰でしょう」
作詞 - 川内康範 / 作曲 - 小川寛興 / 歌 - 近藤よしこ、キング小鳩会
「細雪」
作詞 - 吉岡治 / 作曲 - 市川昭介 / 歌 - 五木ひろし
「犬のおまわりさん」
作詞 - 佐藤義美 / 作曲 - 大中恩 / 歌 - 生田弘子
「だまって俺について来い」
作詞 - 青島幸男 / 作曲 - 萩原哲晶 / 歌 - 山田家の人々（朝丘雪路、益岡徹、荒木雅子、五十畑迅人、宇野なおみ）
「さくらさくら」
歌 - ジブリ女声合唱団
「若者たち」
作詞 - 藤田敏雄 / 作曲 - 佐藤勝 / 歌 - ジブリ男声合唱団
「ケ・セラ・セラ」
作詞・作曲 - ジェイ・リビングストン & レイ・エバンズ / 日本語訳詞 - 高畑勲 / 編曲 - 斉藤ネコ / 歌 - 山田家の人々（朝丘雪路、益岡徹、荒木雅子、五十畑迅人、宇野なおみ）・藤原先生（矢野顕子） / コーラス - テアトルアカデミーと劇団ひまわりの子供たち、ジブリ混声合唱団
挿入曲
「YUEYA WUGENG」
作曲 - 不明（中国東北部民謡） / 二胡演奏 - JIA PENG-FANG
「マーラー 交響曲第1番『巨人』第4楽章」
作曲 - グスタフ・マーラー / 指揮 - 小林研一郎 / 演奏 - ハンガリー国立交響楽団
「マーラー 交響曲第5番第1楽章『葬送行進曲』」
作曲 - グスタフ・マーラー / 指揮 - マリオ・クレメンス / 演奏 - チェコ・フィルハーモニー室内管弦楽団
「メンデルスゾーン 結婚行進曲」（「真夏の夜の夢」より）
作曲 - フェリックス・メンデルスゾーン / 指揮 - マリオ・クレメンス / 演奏 - チェコ・フィルハーモニー室内管弦楽団
「アルビノーニ アダージョ」
作曲 - レモ・ジャゾット / 指揮 - マリオ・クレメンス / 演奏 - チェコ・フィルハーモニー室内管弦楽団
「L.モーツァルト 玩具の交響曲 第二楽章メヌエット」
作曲 - レオポルト・モーツァルト / 指揮 - マリオ・クレメンス / 演奏 - チェコ・フィルハーモニー室内管弦楽団
「ショパン ノクターン 第1番変ロ長調 作品9の1」
作曲 - フレデリック・ショパン / ピアノ演奏 - 江崎昌子
「J.S.バッハ プレリュード 第8番 変ホ短調BWV853」
作曲 - ヨハン・ゼバスティアン・バッハ / ピアノ演奏 - 江崎昌子

## 賞歴
- 第3回文化庁メディア芸術祭アニメーション部門 優秀賞[19]

## 関連商品

### 作品本編に関するもの
映像ソフト
- ホーホケキョとなりの山田くん VHS - ブエナ ビスタ ホーム エンターテイメント（2000年11月17日）
- ホーホケキョとなりの山田くん DVD - ブエナ ビスタ ホーム エンターテイメント（2000年11月17日）
- ホーホケキョとなりの山田くん Blu-ray Disc - ウォルト・ディズニー・スタジオ・ジャパン（2010年12月22日）

出版
- アニメージュコミックススペシャル となりの山田くん全集1（1999年5月10日）ISBN 4-19-770057-1
- アニメージュコミックススペシャル となりの山田くん全集2（1999年5月10日）ISBN 4-19-770058-X
- アニメージュコミックススペシャル となりの山田くん全集3（1999年5月10日）ISBN 4-19-770059-8
- ロマンアルバム アニメージュスペシャル GaZO画像 Vol.4 特集・映画 「ホーホケキョ　となりの山田くん」（1999年7月20日）ISBN 4-19-720085-4
- 『もののけ姫』から『ホーホケキョ　となりの山田くん』へ＿テーマは「生きろ。」から「適当」へ…!?（1999年7月31日）ISBN 4-19-861046-0
- キネ旬ムック　スタジオジブリととなりの山田くん（1999年8月10日）ISBN 4-87-376515-3
- ホーホケキョとなりの山田くん（徳間アニメ絵本）（1999年9月30日）ISBN 4-19-861074-6
- ホーホケキョとなりの山田くん（ジス・イズ・アニメーション）（1999年10月1日）ISBN 4-09-101554-9
- ホーホケキョとなりの山田くん―フィルムコミック（1）（1999年10月1日）ISBN 4-19-770062-8
- ホーホケキョとなりの山田くん―フィルムコミック（2）（1999年10月1日）ISBN 4-19-770063-6
- ホーホケキョとなりの山田くん―フィルムコミック（3）（1999年10月25日）ISBN 4-19-770064-4
- ホーホケキョとなりの山田くん―フィルムコミック（4）（1999年10月25日）ISBN 4-19-770065-2
- ホーホケキョとなりの山田くん（ロマンアルバム）（1999年10月10日）ISBN 4-19-720088-9
- The art of my neighbors the Yamadas（1999年12月10日）ISBN 4-19-810004-7
- ホーホケキョとなりの山田くん（スタジオジブリ絵コンテ全集12）（2002年2月28日）ISBN 4-19-861487-3
- ジブリコミックススペシャル フン！（2004年8月1日）ISBN 4-19-750004-1
- ジブリコミックススペシャル ののちゃん全集1（2004年8月1日）ISBN 4-19-750002-5
- ジブリコミックススペシャル ののちゃん全集2（2004年8月1日）ISBN 4-19-750003-3
- ジブリコミックススペシャル ののちゃん全集3（2004年9月1日）ISBN 4-19-750005-X
- ジブリコミックススペシャル ののちゃん全集4（2004年11月1日）ISBN 4-19-750006-8
- ジブリコミックススペシャル ののちゃん全集5（2006年9月1日）ISBN 4-19-750007-6
- ジブリコミックススペシャル ののちゃん全集6（2008年7月1日）ISBN 4-19-750009-2
- ジブリコミックススペシャル ののちゃん全集7（2010年5月10日）ISBN 4-19-750010-6
- ジブリコミックススペシャル ののちゃん全集8（2012年3月21日）ISBN 4-19-750012-2
- ジブリコミックススペシャル ののちゃん全集9（2014年4月26日）ISBN 4-19-750013-0
- ジブリの教科書〈11〉 ホーホケキョとなりの山田くん 文藝春秋〈文春ジブリ文庫〉（2015年11月）ISBN 4-16-812010-4

音楽
- ホーホケキョとなりの山田くん オリジナル・フル・サウンドトラック ～家内安全は、世界の願い。～ 徳間ジャパンコミュニケーションズ（1999年7月1日）TKCA-71635
- ホーホケキョとなりの山田くん スペシャル・サウンドトラック ～よし、ジブリと一緒に作るぞ！～ 徳間ジャパンコミュニケーションズ（1999年7月1日）TKCA-71639
- ホーホケキョとなりの山田くん CLASSIC ALBUM ～楽に生きたら。～ 徳間ジャパンコミュニケーションズ（1999年7月1日）TKCA-71615